# LNB Pro A 2008-09
La LNB Pro A 2008-2009 fue la edición número 87 de la Pro A, la máxima competición de baloncesto de Francia. La temporada regular comenzó el 4 de octubre de 2008 y acabó el 20 de junio de 2009. Los ocho mejor clasificados accederían a los playoffs, mientras que el Besançon Basket Comté Doubs y el ÉB Pau-Orthez descenderían a la Pro B.
El campeón sería por decimoséptima vez en su historia el Lyon-Villeurbanne tras derrotar al Orléans Loiret Basket en la final a partido único.

## Equipos 2008-09
| Equipo                   | Ciudad              | Pabellón                                | Capacidad |
| ------------------------ | ------------------- | --------------------------------------- | --------- |
| Besançon BCD             | Besançon            | Palais des Sports de Besançon           | 4200      |
| ÉS Chalon-sur-Saône      | Chalon-sur-Saône    | Le Colisée                              | 4070      |
| Cholet Basket            | Cholet              | La Meilleraie                           | 5191      |
| JDA Dijon                | Dijon               | Palais des Sports Jean-Michel Geoffroy  | 4600      |
| BCM Gravelines Dunkerque | Gravelines          | Sportica                                | 3500      |
| Hyères Toulon Var Basket | Hyères – Toulon     | Palais des Sports de Toulon Espace 3000 | 4700 2200 |
| STB Le Havre             | Le Havre            | Salle des Docks Océane                  | 3598      |
| Le Mans Sarthe Basket    | Le Mans             | Antarès                                 | 6003      |
| ASVEL Basket             | Lyon – Villeurbanne | Astroballe                              | 5643      |
| SLUC Nancy Basket        | Nancy               | Palais des Sports Jean Weille           | 6027      |
| Orléans Loiret Basket    | Orléans             | Zénith d'Orléans                        | 5338      |
| Élan Béarnais Pau-Orthez | Pau-Orthez          | Palais des Sports de Pau                | 7813      |
| Chorale Roanne Basket    | Roanne              | Halle André Vacheresse                  | 3300      |
| SPO Rouen Basket         | Rouen               | Salle des Cotonniers                    | 1300      |
| Strasbourg IG            | Strasbourg          | Rhénus Sport                            | 6200      |
| JA Vichy                 | Vichy               | Palais des Sports Pierre Coulon         | 3300      |

## Resultados

### Temporada regular
|    | Equipo               | J  | G  | P  | PF   | PC   | Clasificación      |
| -- | -------------------- | -- | -- | -- | ---- | ---- | ------------------ |
| 1  | Lyon-Villeurbanne    | 30 | 22 | 8  | 2367 | 2133 | playoff            |
| 2  | Orléans              | 30 | 21 | 9  | 2243 | 2058 | playoff            |
| 3  | Le Mans              | 30 | 20 | 10 | 2338 | 2029 | playoff            |
| 4  | Nancy                | 30 | 20 | 10 | 2432 | 2338 | playoff            |
| 5  | Roanne               | 30 | 19 | 11 | 2393 | 2345 | playoff            |
| 6  | Gravelines-Dunkerque | 30 | 17 | 13 | 2322 | 2230 | playoff            |
| 7  | Chalon-sur-Saône     | 30 | 16 | 14 | 2279 | 2257 | playoff            |
| 8  | Strasbourg           | 30 | 16 | 14 | 2378 | 2324 | playoff            |
| 9  | Cholet               | 30 | 15 | 15 | 2310 | 2307 |                    |
| 10 | Vichy                | 30 | 13 | 17 | 2027 | 2090 |                    |
| 11 | Hyères Toulon        | 30 | 13 | 17 | 2368 | 2436 |                    |
| 12 | Dijon                | 30 | 11 | 19 | 2448 | 2564 |                    |
| 13 | Rouen                | 30 | 11 | 19 | 2251 | 2389 |                    |
| 14 | Le Havre             | 30 | 10 | 20 | 2286 | 2471 |                    |
| 15 | Besançon             | 30 | 9  | 21 | 2268 | 2479 | Descienden a Pro B |
| 16 | Pau-Orthez           | 30 | 7  | 23 | 2235 | 2595 | Descienden a Pro B |

## Playoffs
|  | Cuartos de final | Cuartos de final     | Cuartos de final |         |    | Semifinales       | Semifinales | Semifinales |  |   | Final             | Final | Final |  |
|  |                  |                      |                  |         |    |                   |             |             |  |   |                   |       |       |  |
|  |                  |                      |                  |         |    |                   |             |             |  |   |                   |       |       |  |
|  | 1                | Lyon-Villeurbanne    | 2                |         |    |                   |             |             |  |   |                   |       |       |  |
|  | 1                | Lyon-Villeurbanne    | 2                |         |    |                   |             |             |  |   |                   |       |       |  |
|  | 8                | Strasbourg           | 1                |         |    |                   |             |             |  |   |                   |       |       |  |
|  | 8                | Strasbourg           | 1                |         | 1  | Lyon-Villeurbanne | 2           |             |  |   |                   |       |       |  |
|  |                  |                      |                  |         | 1  | Lyon-Villeurbanne | 2           |             |  |   |                   |       |       |  |
|  |                  |                      | 4                | Nancy   | 1  |                   |             |             |  |   |                   |       |       |  |
|  | 4                | Nancy                | 4                | Nancy   | 1  | 2                 |             |             |  |   |                   |       |       |  |
|  | 4                | Nancy                |                  |         |    |                   |             |             |  |   |                   |       |       |  |
|  | 5                | Roanne               | 1                |         |    |                   |             |             |  |   |                   |       |       |  |
|  | 5                | Roanne               | 1                |         |    |                   |             |             |  | 1 | Lyon-Villeurbanne | 55    |       |  |
|  |                  |                      |                  |         |    |                   |             |             |  | 1 | Lyon-Villeurbanne | 55    |       |  |
|  |                  |                      | 2                | Orléans | 41 |                   |             |             |  |   |                   |       |       |  |
|  | 2                | Orléans              | 2                | Orléans | 41 | 2                 |             |             |  |   |                   |       |       |  |
|  | 2                | Orléans              |                  |         |    |                   |             |             |  |   |                   |       |       |  |
|  | 7                | Chalon-sur-Saône     | 0                |         |    |                   |             |             |  |   |                   |       |       |  |
|  | 7                | Chalon-sur-Saône     | 0                |         | 2  | Orléans           | 2           |             |  |   |                   |       |       |  |
|  |                  |                      |                  |         | 2  | Orléans           | 2           |             |  |   |                   |       |       |  |
|  |                  |                      | 3                | Le Mans | 1  |                   |             |             |  |   |                   |       |       |  |
|  | 3                | Le Mans              | 3                | Le Mans | 1  | 2                 |             |             |  |   |                   |       |       |  |
|  | 3                | Le Mans              |                  |         |    |                   |             |             |  |   |                   |       |       |  |
|  | 6                | Gravelines-Dunkerque | 0                |         |    |                   |             |             |  |   |                   |       |       |  |
|  | 6                | Gravelines-Dunkerque | 0                |         |    |                   |             |             |  |   |                   |       |       |  |
|  |                  |                      |                  |         |    |                   |             |             |  |   |                   |       |       |  |

## Premios

### Premios de la LNB
MVP de la temporada regular
- MVP extranjero :  Austin Nichols[2] (Hyères-Toulon)
- MVP francés :  Alain Koffi[2] (Le Mans)

Mejor jugador joven
- Thomas Heurtel (Pau-Orthez)

Mejor defensor
- Anthony Dobbins (Orléans)

Jugador más mejorado
- Rodrigue Beaubois (Cholet)

Mejor entrenador
- Philippe Hervé (Orléans)

### MVP de las Finales
- Amara Sy  (ASVEL)

### Jugador del mes
| Mes       | Jugador          | Equipo            |
| --------- | ---------------- | ----------------- |
| Octubre   | Cedrick Banks    | Orléans           |
| Noviembre | Laurent Foirest  | Lyon-Villeurbanne |
| Diciembre | Amara Sy         | Lyon-Villeurbanne |
| Enero     | Cyril Julian     | Nancy             |
| Febrero   | Dewarick Spencer | Le Mans           |
| Marzo     | Bobby Dixon      | Le Mans           |
| Abril     | Ricardo Greer    | Nancy             |